# Александър Спирков
Александър (Алекса) Спирков Минков е български революционер, деец на Вътрешната македоно-одринска революционна организация.

## Биография
Александър Спирков е роден през 1874 година в Прилеп. Завършва Битолската българска класическа гимназия. Става е учител в Кавадарци и член на местния околийски комитет на ВМОРО през 1902-1903 година заедно с Милан Попмихайлов, Иван Льомчев, Лазар Мишев и Христо Попантов. През пролетта на 1903 година е изпратен от революционния комитет в Прилеп, където да закупи оръжие за Тиквешкия революционен район. Подгонен от турската власт минава в нелегалност и става четник при Петър Ацев. Загива на 6 юли (19 юли нов стил) 1903 година в голямото сражение на Беловодичката планина, Прилепско заедно с Тале Христов и още 15 четници.